# Поміст (будівельна справа)
Поміст — засіб з переважно горизонтальним настилом, призначений для проходу працівників під час виконання ремонтних, монтажних робіт.